# Relave de Ticapampa
El relave de Ticapampa es un pasivo ambiental minero ubicado en el distrito de Ticapampa de la provincia de Recuay, en Áncash, Perú. El depósito de relaves fue generado por las operaciones mineras en el distrito y se ubica actualmente entre la margen este del río Santa y el tramo de la ruta nacional PE-3N entre Cátac y Recuay.
Es el relave minero más grande en el Callejón de Huaylas.

## Historia
El terreno donde se ubica la mina Hércules fue comprado por un consorcio de inversionistas ingleses y franceses denominado The Anglo French Ticapampa Silver Mining Company (AFT) a los pobladores en 1895. La compañía inició sus operaciones en 1912. Décadas más tarde, en 1968, la operación pasó a manos de la Compañía Minera Alianza que continuó con el mismo método de explotación.
Este desecho de mina fue generado por las dos compañías mineras cuando en Perú no existía la regulación ambiental adecuada para manejar estos residuos.

## Descripción
El relave se encuentra cerca del pueblo de Ticapampa, tiene 750 m de largo por 200 m de ancho, una altura máxima de 19 m y una inclinación de 15 °. El depósito está compuesto principalmente de cuarzo, moscovita, clorita y otros silicatos. Los residuos se generaron a través del procesamiento de un yacimiento polimetálico de cobre, plata, plomo y zinc.

## Impactos ambientales
Existen varios estudios dedicados a la caracterización del relave y los impactos ambientales que genera.

### Drenaje ácido de mina
Un estudio del 2008 observó que los principales contribuyentes a la generación del drenaje ácido de minas hacia el río Santa son los sulfuros metálicos, como la galena y la pirita. Un estudio del 2011 determinó que tiene un efecto negativo sobre la calidad de aguas del río Santa al constatar que la cantidad de arsénico y zinc aguas abajo del relave es 89 y 46 veces respectivamente superior a las cantidades medidas aguas arriba del relave.
Un estudio de calidad de aguas a lo largo del río Santa publicado el 2017 mostró que el drenaje tributario del relave a la cuenca sobrepasa en 100 veces los niveles máximos de contaminante para concentraciones traza de metales en sedimentos y agua. El estudio también indica que el río Santa está contaminado principalmente por concentraciones tóxicas de metales pesados como manganeso y arsénico. La investigación recomendó verificar que la población cercana aguas abajo del relave tenga conocimiento del riesgo que implica utilizar las aguas y sedimentos del río, además de realizar más estudios para verificar el impacto de estos contaminantes en la salud humana y de los ecosistemas en la cuenca hidrográfica del río Santa y en la entrega de las aguas en la costa al océano Pacífico.

### Remediación
Se han realizado muchos estudios para la remediación del depósito de relaves pero no se ha implementado ninguno.

## Galería

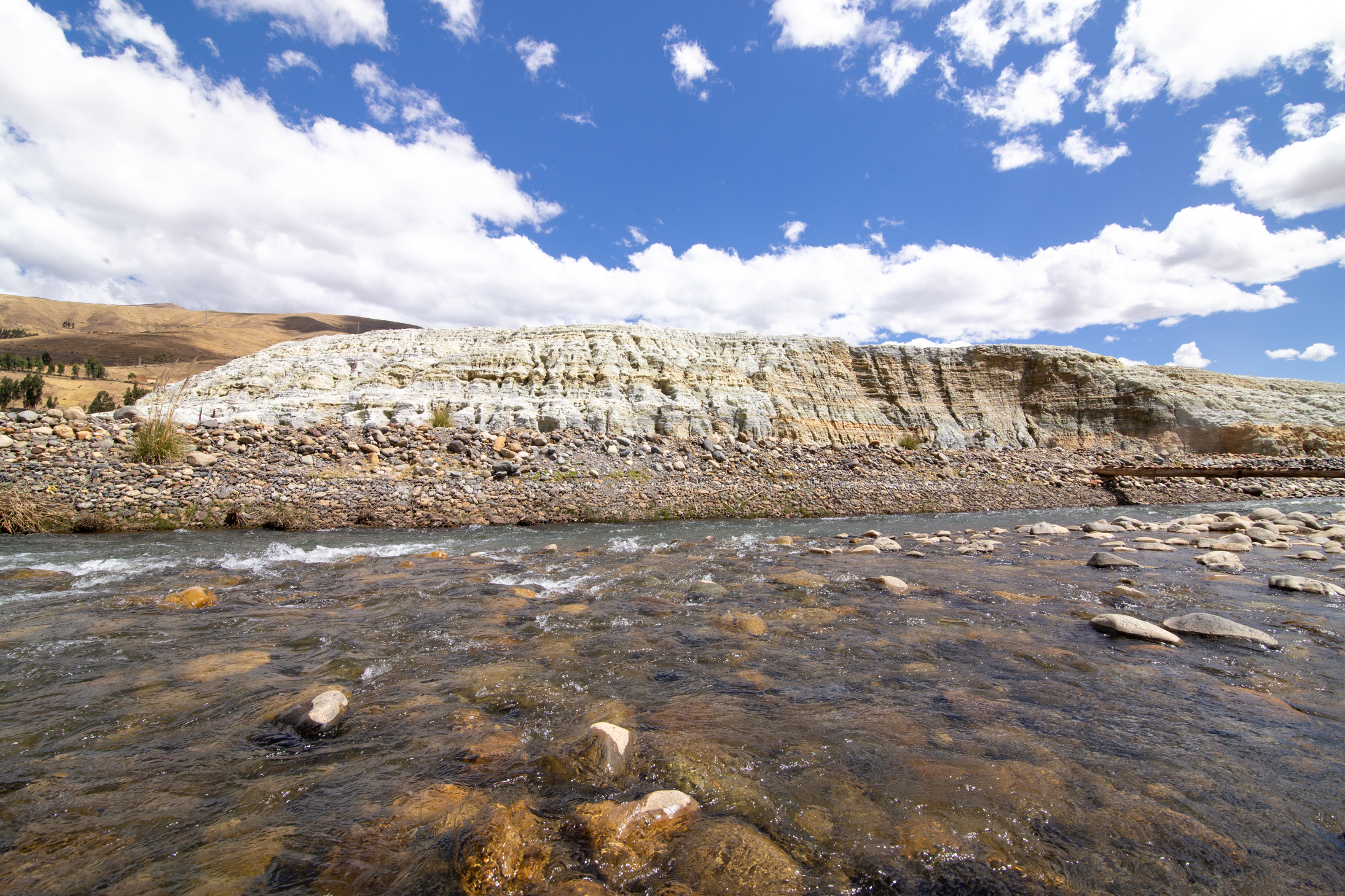
Parte del montículo norte del relave al lado del río Santa, vista hacia el noroeste.
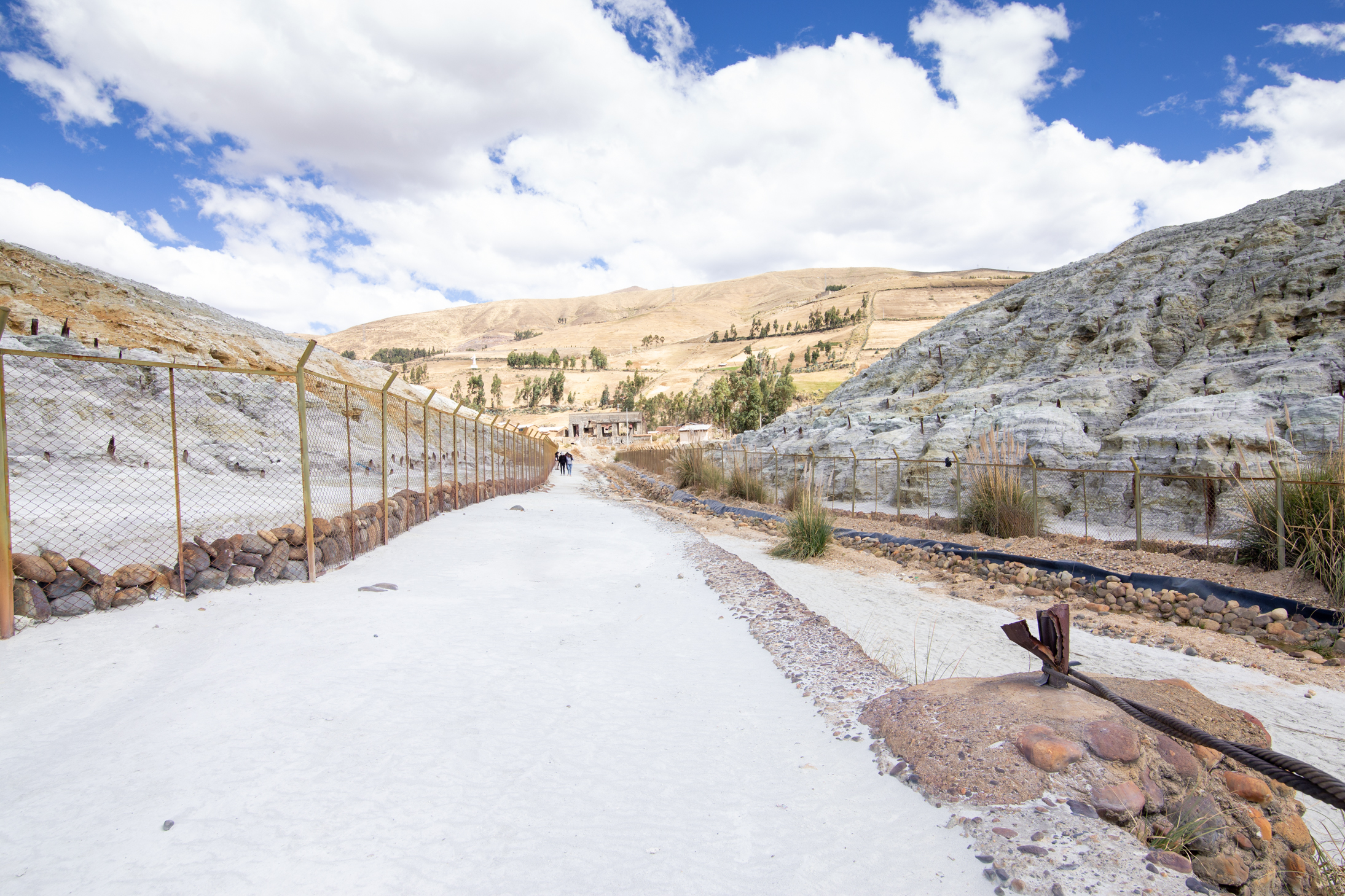
Pasaje entre montículos norte y sur, vista desde el este.
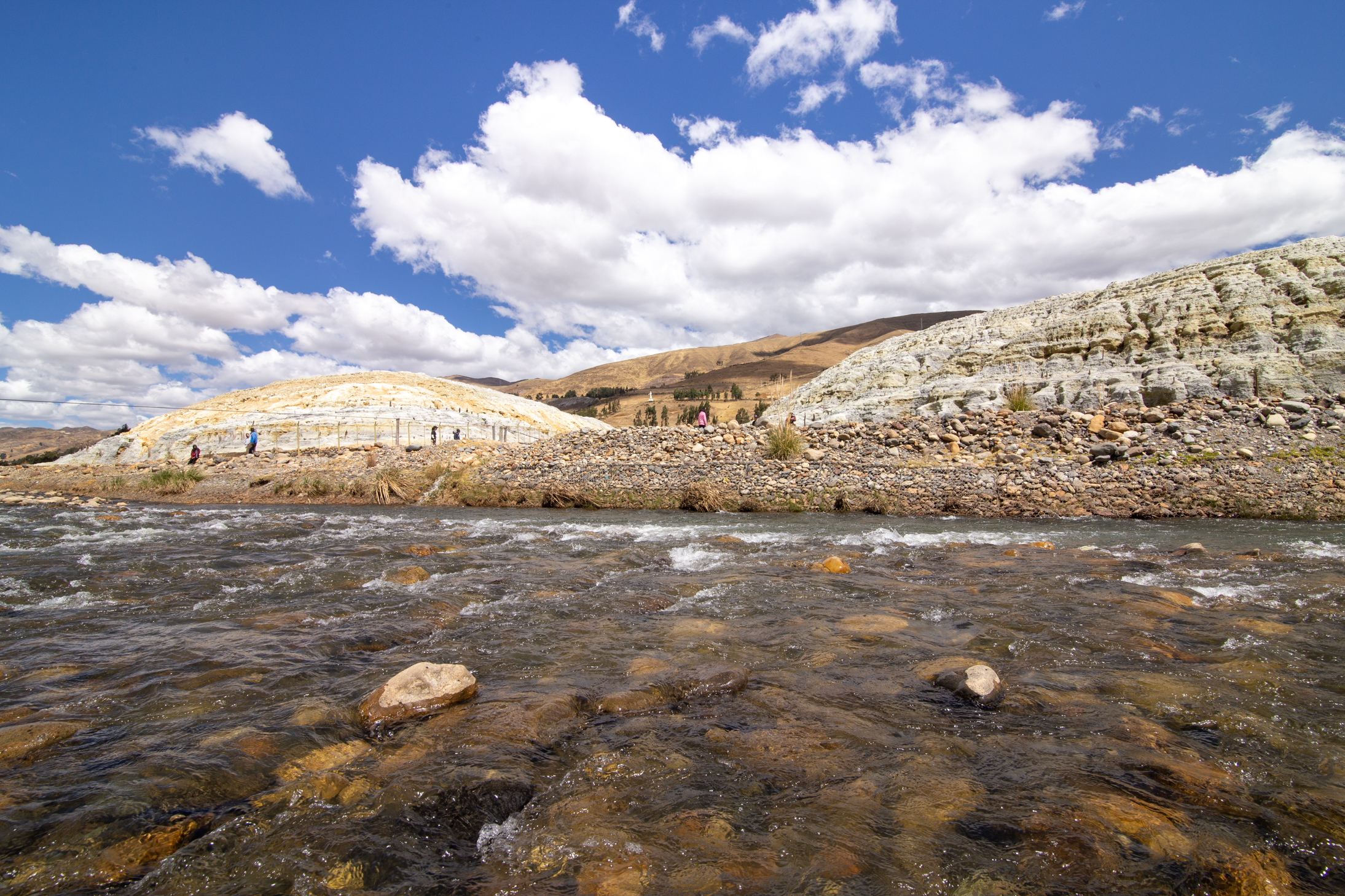
Montículo sur y parte del norte al lado del río Santa, vista hacia el suroeste.
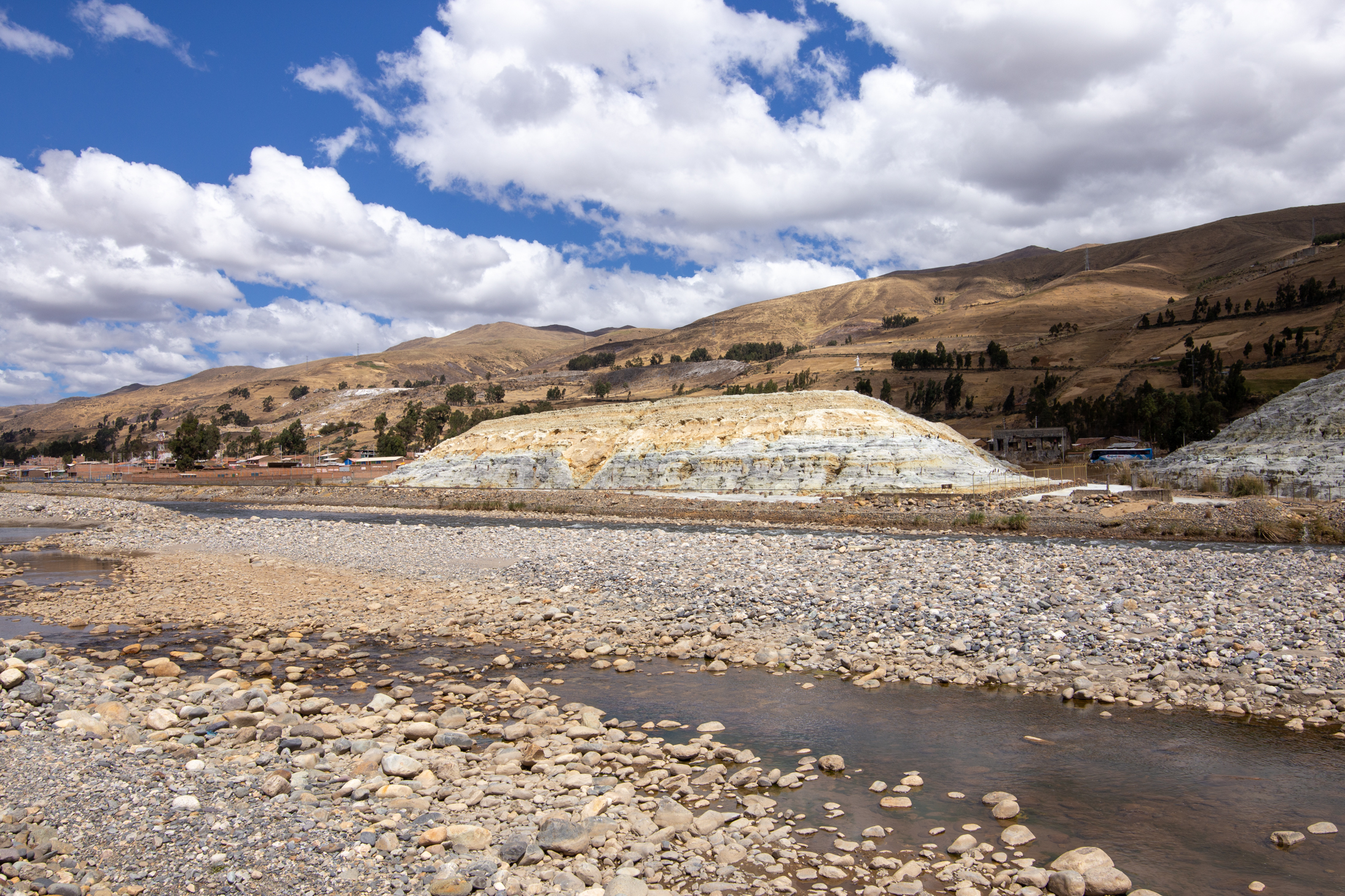
Vista general del montículo sur.
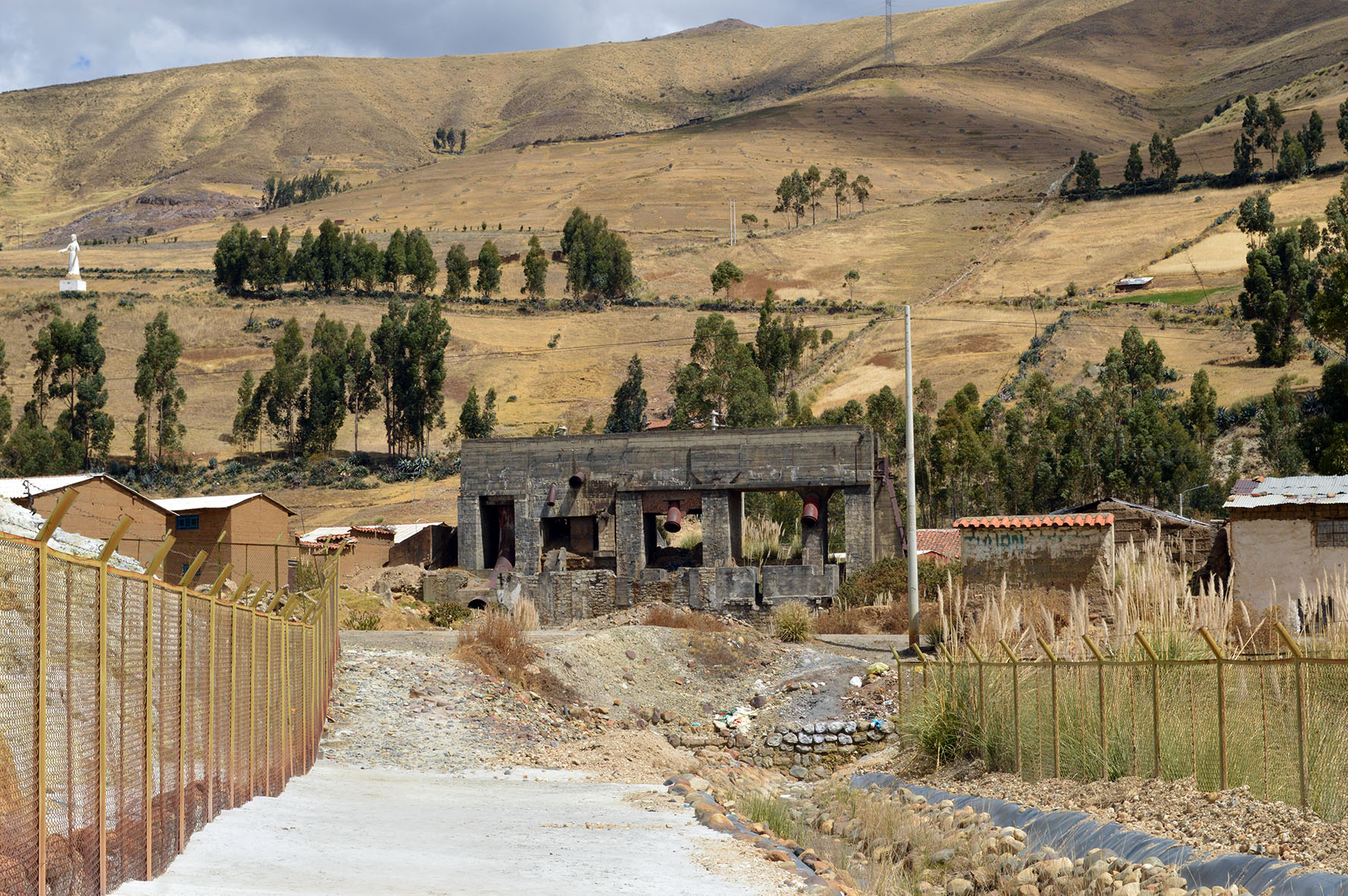
Vista de la planta concentradora de minerales abandonada en Ticapampa.
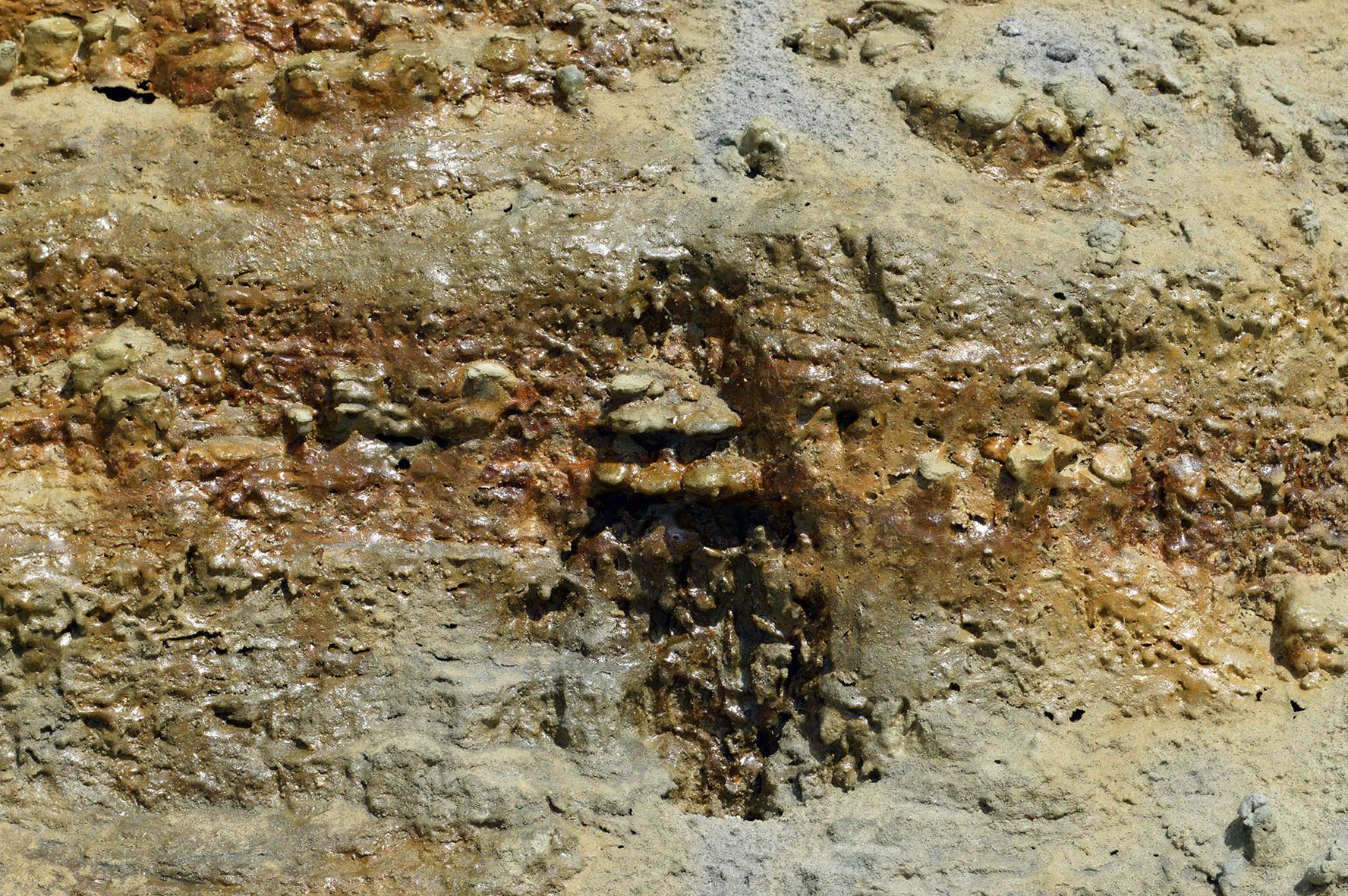
Vista de detalle del desecho minero de la Compañía Minera Alianza y la Anglo French Ticapampa Silver Mining Company.
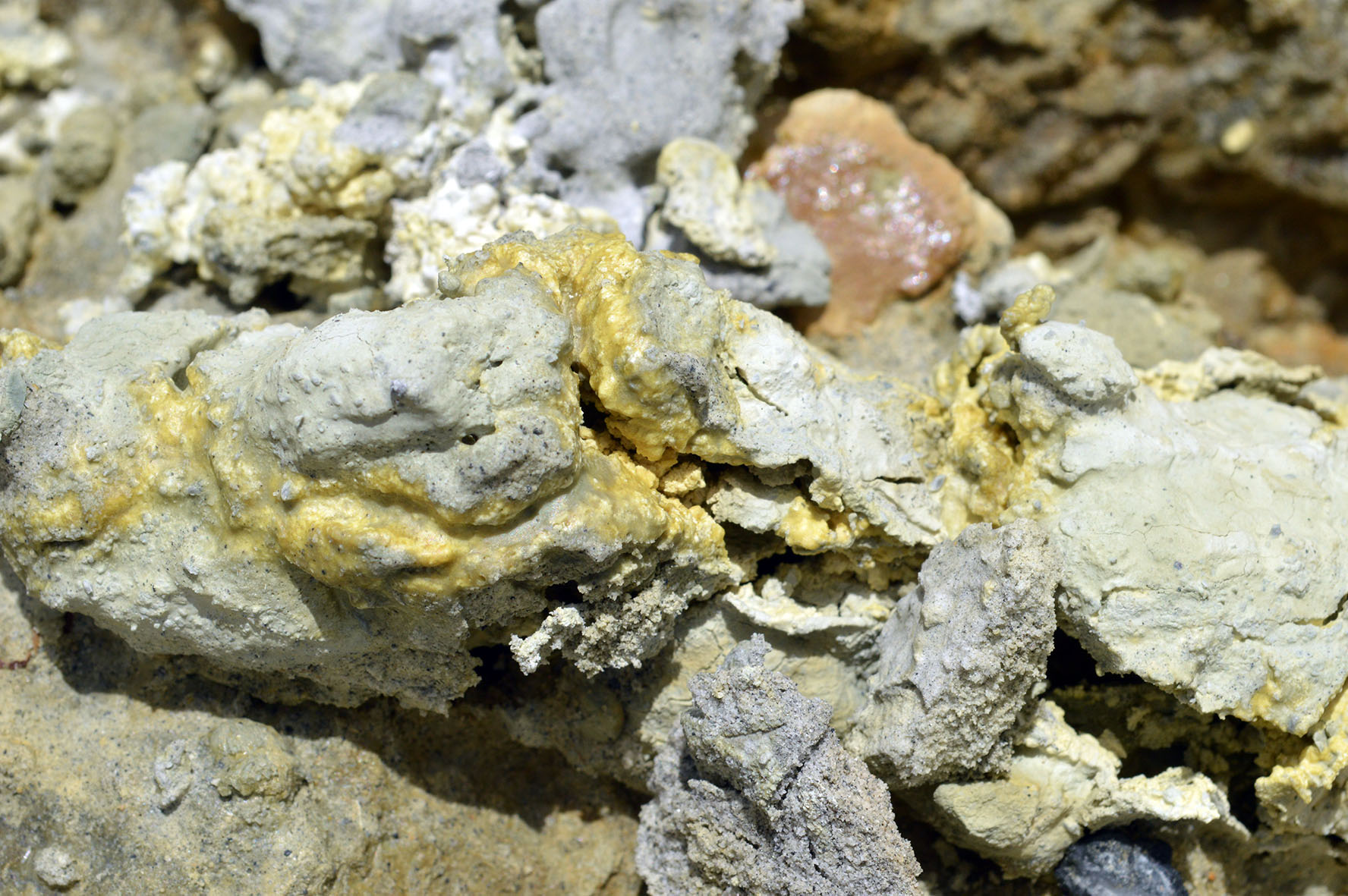
Vista de detalle del desecho minero de CM Alianza y AFT.